# Raufoss IL
A Raufoss IL egy norvég labdarúgócsapat Bryne városában. A csapat hazai pályán a Nammo Stadionban játszik, amely 2500 fő befogadására alkalmas. A klub jelenleg a norvég másodosztályban szerepel.

## Játékoskeret
| #  |     | Poszt | Név                       |
| -- | --- | ----- | ------------------------- |
| 1  | NOR | K     | Ole Kristian Lauvli       |
| 3  | NOR | V     | Amund Møllerhagen         |
| 4  | NOR | V     | Sivert Eriksen Westerlund |
| 5  | NOR | V     | Arnar Þór Guðjónsson      |
| 6  | NOR | KP    | Håkon Butli Hammer        |
| 7  | CIV | KP    | Émile Noé Dadjo           |
| 8  | NOR | KP    | Markus Johnsgård          |
| 9  | NOR | CS    | Andreas Helmersen         |
| 10 | NOR | CS    | Teodor Haltvik            |
| 11 | NOR | KP    | Nicolai Fremstad          |
| 13 | NOR | KP    | Joachim Lundhagebakken    |
| 14 | NOR | CS    | Sander Werni              |

| #  |     | Poszt | Név                      |
| -- | --- | ----- | ------------------------ |
| 15 | NOR | CS    | Markus Aanesland         |
| 16 | NOR | V     | Jakob Nyland Ørsahl      |
| 17 | NOR | CS    | Håvar Solbakken Befring  |
| 18 | NOR | KP    | Even Bydal               |
| 19 | NOR | KP    | Tobias Sagstuen Andersen |
| 20 | NOR | KP    | Gard Simenstad           |
| 21 | NOR | CS    | Magnus Fagernes          |
| 23 | NOR | K     | Rino Lund Johnsen        |
| 25 | NOR | KP    | Erik Ansok Frøysa        |
| 26 | NOR | CS    | Filip Brattbakk          |
| 28 | SEN | CS    | Mame Mor Ndiaye          |